# Vattenmärke
Se vattenstämpel för den grafiska tekniken.
Vattenmärke eller märke (Sium latifolium) är en växtart i familjen flockblommiga växter. Den blommar under sommarens senare del.

## Beskrivning
Fleråriga, kala, vatten- eller sumpväxter. Stjälk upprätt, räfflad, ihålig, ej rotslående. Blad enkelt parbladiga, småblad lansettlika, sågade. Undervattensblad upprepat finflikiga. Blommor i toppställda flockar. Allmänt svepe av två till sex blad. Enskilt svepe av lansettlika blad. Foderblad tydliga. Kronblad vita. Frukt äggrund, delfrukter med fem tjocka höga åsar, oljekanaler synliga. Kromosomtal: 2n=20. 

## Övrigt
Släktet bäckmärken (Berula) skiljs genom delvis sidoställda blomflockar, rotslående stjälkar, samt klotrunda frukter med låga åsar. 

## Etymologi
Släktnamnet Sium kommer av grekiskans sion, ett växtnamn från antiken. 
Släktet har 14 arter, i Sverige förekommer endast arten vattenmärke (S. latifolium). 